# Warren Publishing
Pour les articles homonymes, voir Warren.
Warren Publishing, créé par James Warren en 1957, est une maison d'édition de bandes dessinées américaine et de magazines pulp.

## Histoire

### 1958-1964: Les débuts
En 1957, James Warren et Forrest J Ackerman décident de lancer une revue consacrée aux monstres des films fantastiques, Famous Monsters of Filmland. Le premier numéro sort en janvier 1958. Prévu pour être un numéro unique, il faut attendre octobre 1958 et l'évidence du succès du premier numéro pour voir le deuxième paraître. La revue devient alors un trimestriel et amène la création d'une  maison d'édition nommée Warren Publishing. Quelque temps après, James Warren édite un nouveau magazine Favourite Western of Filmland dont le responsable est Harvey Kurtzman. Bien que ce soit un échec, ce magazine marque le début de la collaboration entre Warren et Kurtzman. Celle-ci se poursuit avec la création de Help! qui n'est pas consacré à un genre cinématographique mais qui se présente comme une revue humoristique. En 1960, la société déménage à New York. Elle publie alors en plus de Famous Monster et de Help, les revues Screen Thrills et Spacemen.Help devient cependant un des piliers de l'entreprise sous l'égide de Kurtzman. Celui-ci est d'abord assisté par Gloria Steinem qui convainc des vedettes du show-business à apparaître sur la couverture du magazine et dans des romans photos. Après le onzième numéro, Steinem quitte Warren Publishing et est remplacée par Chuck Alverson. Celui-ci n'a pas les relations de Steinem et bientôt les vedettes disparaissent. En revanche, la bande dessinée est plus présente. Dès les premiers numéros des artistes tels que Jack Davis et Will Elder, qui avaient travaillé avec Kurtzman chez EC Comics, dessinaient quelques bandes, mais dans cette seconde période du magazine, d'autres dessinateurs participent à ce magazine. En premier lieu Kurtzman travaille avec Elder sur la série Goodman Beaver. Par ailleurs, Kurtzman dès le premier numéro proposait aux lecteurs de publier leurs dessins ou les strips.C'est ainsi que des artistes comme Gilbert Shelton, Robert Crumb, Skip Williamson entre autres, se retrouvent dans les pages de Help. Terry Gilliam, avant de faire partie des Monty Python, contribue aussi au magazine de cette manière avant de devenir assistant de Kurtzman. Cependant, des différents éditoriaux opposent Warren et Kurtzman et entraînent l'arrêt du magazine au numéro 26. En 1964 ce sont Screen Thrills et Spacemen qui cessent de paraître. Ils sont remplacés en novembre 1964 par Monster Worlds et Famous Films. Dans ce dernier se retrouvent des bandes dessinées, adaptant des films d'horreur, de Russ Jones qui s'occupe aussi des couvertures, ainsi que de Wally Wood et Joe Orlando, deux autres anciens de EC Comics.

### 1965-1967: L'ère Goodwin
James Warren décide alors de se lancer dans l'édition de magazines de bandes-dessinées. Sous la direction de Russ Jones, aidé de Archie Goodwin, est publiée en 1964 une première revue intitulée Creepy inspirée des comics publiés par la défunte maison d'édition EC Comics. Russ Jones propose à Warren d'engager les anciens artistes d'EC et c'est ainsi que les histoires sont signées Wally Wood, Al Williamson, Frank Frazetta, Jack Davis, Russ Heath, etc. Les scénarios sont signés principalement Larry Ivie et Archie Goodwin. Celui-ci, après le départ de Jones, devient en plus responsable éditorial. Il prend cette place à partir du quatrième numéro de Creepy et insuffle au magazine une énergie créatrice qui permet à Crepy de connaître un succès important. À ce premier journal de bandes dessinées s'ajoutent bientôt deux autres revues. La première Eerie suit le modèle de Creepy alors que le second Blazing Combat est consacré à des récits de guerre. Si Eerie est aussi un succès, en revanche Blazing Combat ne trouve pas son lectorat et est rapidement arrêté. Après avoir recruté les anciens artistes d'EC Comics, Archie Goodwin étoffe le groupe par des artistes déjà reconnus, comme Steve Ditko mais aussi par de nouveaux talents tels que Neal Adams, Vaughn Bodé, Jim Steranko, etc. Encouragé par ces réussites, James Warren cherche à diversifier l'offre éditoriale de sa société et propose de nouveaux magazines Superheroes, qui ne connaît qu'un numéro, Freak-Out U.S.A et Tiny Tim, dirigés par Rochelle Larkin, visent le public adolescent et Teen Love Stories est dévolu à des histoires d'amour. Toutefois, aucun de ces magazines ne dure très longtemps. À ces soucis éditoriaux s'ajoutent des difficultés financières qui amènent Warren à limiter les dépenses. Ainsi, les salaires des artistes sont revus à la baisse entraînant le départ de ceux-ci puis d'Archie Goodwin en octobre 1967.

### 1968-1980: Années noires et redécollage
Le nombre d'employés diminué et Archie Goodwin parti, James Warren doit assurer le rôle d'éditeur et de rédacteur en chef. Eerie et Creepy paraissent moins régulièrement et sont constitués surtout de rééditions. Il faut attendre hit mois après le départ de Goodwin pour qu'un nouveau rédacteur en chef prenne en main les deux magazines. Même les numéros de Famous Monsters à cette période sont constitués en partie de reprises d'anciens articles ou d'anciennes bandes dessinées. Le nouveau responsable de Creepy et Eerie est Bill Parente qui en est aussi le principal scénariste. Il reste à ce poste pendant deux ans mais sans retrouver l'éclat de la période Goodwin car les scénarios sont bien plus faibles et les dessinateurs ont rarement le génie des précédents. Reed Crandall et Johnny Craig, deux anciens d'EC Comics, fournissent de temps en temps des pages et parmi les nouveaux se démarquent Ernie Colón et Tom Sutton mais ils ne peuvent seuls recréer la période précédente. Le salut vient de la création,en 1969, d'un nouveau magazine Vampirella imaginé par James Warren, scénarisé par Forrest J Ackerman et dessiné par Tom Sutton derrière une couverture de Frank Frazetta. Cependant, ce succès est une surprise et Warren ne sait que faire du personnage. Heureusement, le départ de Parente est comblé par le retour d'Archie Goodwin qui prend en main le personnage et lui donne les éléments qui assurent sa réussite. Malheureusement, Goodwin repart au bout de 9 mois et Warren a du mal à lui trouver un successeur. Le succès rapide de ce nouveau périodique permet à l'entreprise de retrouver une assise financière stable. Quelque temps plus tard James Warren rencontre l'espagnol Josep Toutain, agent de plusieurs artistes espagnols. Cela amène plusieurs dessinateurs espagnols à travailler pour Warren Publishing comme José González ou Esteban Maroto. Warren Publishing continue à être une société créatrice et rentable jusque dans les années 1980 sous la direction artistique de Bill DuBay et Louise Simonson mais James Warren tombe malade et devient dépressif.

### 1980-1983: 3 ans d'agonie
Sans directeur décidant de la marche à suivre, la société s'étiole, les artistes s'éloignent et Warren Publishing connaît de nouveau des difficultés financières. Cette fois ce sont des artistes philippins (Alcala, Nino, Nebres, etc.) qui remplacent les dessinateurs espagnols, choix heureux qui permet de retarder quelque peu l'échéance. La faillite de l'entreprise sera toutefois prononcée le 29 août 1983.

## Personnages publiés par Warren Publishing
- Frankenstein
- Le Spirit
- Vampirella
- Dax the Warrior
- The Mummy Walks (Momie)
- Curse of the Werewolf (Loup-garou)
- Dracula
- Dr Archaeus
- Mort vivant
- Schreck
- The Spook
- Night of the Jackass
- Exterminator One

## Magazines publiés par Warren Publishing

### Magazines d'Horreur
- Famous Monsters of Filmland (1958-1984)

Revue sur le cinéma d'horreur et fantastique. Pas de comics. La série actuelle poursuit la numérotation d'origine mais est due à d'autres éditeurs. Les 3 revues suivantes sont dans la même veine.
- Spacemen (1961-1964)

8 numéros consacré aux films de genre, sans comics.
- Castle of Frankenstein (1962)
- Monster World (1964)
- Creepy (1964-1984)

Magazine de comics d'horreur. Dark Horse Comics a repris les droits du titre depuis 2009.
- Eerie (1966-1983)

Mêmes commentaires que pour Creepy.

### Comics
Nota : Il n'est pas tenu de revues éphémères comme The Goblin ou des rééditions diverses telles Warren Presents. 
- Help!

Créé en 1960 Help! est un magazine humoristique ayant pour rédacteur en chef Harvey Kurtzman. Celui-ci venait de quitter Mad. James Warren fut trop content de lui proposer un me-too. Dans un premier temps l'humoriste fut secondé par Gloria Steinem puis par Terry Gilliam. Kurtzman resta à ce poste pendant cinq ans avant que des dissensions éditoriales avec Warren le fassent partir. Parmi les artistes ayant participé à ce magazine se trouvent Art Spiegelman, Robert Crumb, Jerry Lewis et Woody Allen.
- Blazing Combat (1965-1966)

Revue de guerre de 4 numéros 
- Teen Love Stories (1967-1968)

3 numéros de comics sur des histoires de romances.
- The Spirit (1974-1976)

14 numéros avec le héros créé par Will Eisner.
- 1984 / 1994 (1978-1983)

Revue de comics de Science-Fiction principalement. Le titre fut changé en 1994 à compter du #11 à la suite d'une menace de procès des ayants droit de George Orwell sur son roman 1984. L'ensemble 1984/1994 couvre 29 numéros.
- Rook (1979-1982)

Revue de Science-Fiction et d'aventures (14 numéros). Créé initialement dans Eerie  (#82) le héros est un voyageur du temps dans un esprit proche des aventures d'Indiana Jones.
- Wildest Westerns (1960-1961)

Cette revue consacrée aux films de westerns débute avec le #3 et s'achève avec le #6. Les #1 et #2 étaient intitulés Famous Westerns of Filmland.

## Auteurs ayant travaillé pour Warren Publishing
- Russ Jones
- Archie Goodwin (1937-1998)
- Tom Sutton (1937-2002)
- Gene Colan (1926-2011)
- Frank Frazetta (1928-2010)
- George Evans (1920-2001)
- Alex Toth (1928-2006)
- Wally Wood (1927-1981)
- Richard Corben (1940)
- Esteban Maroto (1942)
- Rudy Nebres
- Bill Dubay
- Jim Stenstrum
- Abel Laxamana
- Jose Gonzalez (artist)
- Frank Thorne (1930)
- José Ortiz (comics)
- Alex Niño (1940)
- Luis Bermejo
- Steve Ditko (1927)
- Dave Cockrum (1943-2006)
- Jim Steranko (1938)
- Joe Orlando (1927-1998)
- Bernie Wrightson (1948)
- Neal Adams (1941)
- Reed Crandall (1917-1982)
- Roy Krenkel (1918-1983)
- Gray Morrow (1934-2001)
- Johnny Craig (1926-2001)
- Dan Adkins (1937-2013)
- Richard Bassford
- Angelo Torres (1932)
- Al Williamson (1931-2010)
- Russ Heath (1926)
- Frank Brunner (1949)
- Rich Buckler
- Nick Cuti
- Ken Kelly (1946)
- Fernando Fernández
- Manuel Sanjulian (1941)
- Vicente Segrelles (1940)
- Kenneth Smith
- Enrich Torres
- Boris Vallejo (1941)
- T. Casey Brennan
- Doug Moench (1948)
- John Severin (1921-2012)
- Forrest J Ackerman (1916-2008)

### Personnages de Warren Publishing
- Le Spirit
- Cassandra St Knight
- Vampirella
- Pantha
- The Fox